# Schloss Freinhausen

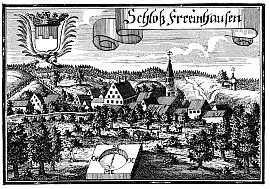
Schloss Freinhausen nach einem Stich von Michael Wening (1721)

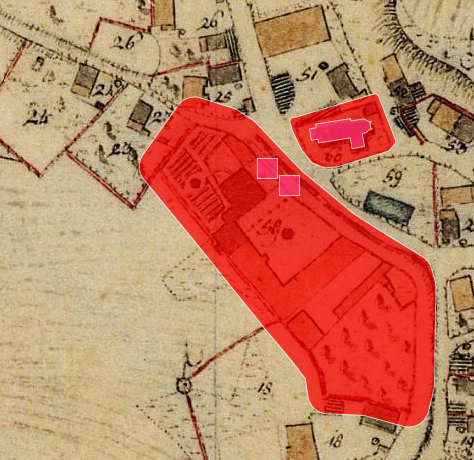
Lageplan von Schloss Freinhausen auf dem Urkataster von Bayern

Schloss Freinhausen ist ein abgegangenes Schloss in der Ortschaft Freinhausen in der oberbayerischen Marktgemeinde Hohenwart im Landkreis Pfaffenhofen an der Ilm. Das Schloss stand unmittelbar westlich der Pfarrkirche St. Sebastian.

## Geschichte
Freinhausen wurde zu Beginn des 12. Jahrhunderts als Sitz eines Adelsgeschlechts urkundlich erwähnt. Das Schloss in Freinhausen wurde im Jahre 1632 während des Dreißigjährigen Kriegs von den Schweden niedergebrannt, aber wieder aufgebaut. Die Besitzer der Hofmark, die zusammen mit Adelshausen verwaltet wurde, waren u. a. die Herren von Gumppenberg (bis 1679), die Herren von Preysing und von Perfall, ehe die letzten Reste der Adelsherrschaft in der Revolution 1848 aufgehoben wurden, das Schloss in bürgerlichen Besitz gelangte und niedergelegt wurde.

## Erhaltene Reste
- Mittelalterliche und frühneuzeitliche Befunde im Bereich des ehem. Schlosses in Freinhausen (Bodendenkmal D-1-7334-0181).[2]
- Nordzug der ehemaligen Schlossmauer, verputzt mit Torpfeilern und durchbrochenen Backsteinfeldern, 18. Jh. (Baudenkmal D-1-86-128-51)[3]